# Adriana Gascoigne
Adriana Gascoigne es una ejecutiva tecnológica y  activista estadounidense. Es la fundadora y CEO de Girls in Tech, una asociación global sin ánimo de lucro dedicado a facultar, educar, y mentorear a las mujeres en la industria tecnológica.

## Carrera

### Primeros años
Gascoigne se licenció por la Universidad de California, Davis, en Sociología y Economía. Después de graduarse, Gascoigne sirvió en un número de roles ejecutivos, incluyendo vicepresidenta de Marketing de Producto para RxMatch, CMO de QwikCart, vicepresidenta de Digital para Ogilvy & Mather, y vicepresidenta de Marketing para SecondMarket.

### Girls in Tech
En 2007, Gascoigne fundó Girls in Tech, al darse cuenta de que era la única mujer en una compañía de casi 50 personas. Desde julio de 2016, hay más de 57 capítulos de Girls in Tech alrededor del mundo.